# Yes It Is
«Yes It Is» es una canción de la banda británica de rock, The Beatles acreditada a Lennon/McCartney (aunque escrita por John Lennon) publicada en abril de 1965 como el lado B del exitoso sencillo "Ticket to Ride".
Lo más destacado de la canción son las complejas y elaboradas armonías vocales, donde las voces de Lennon, McCartney y Harrison llegan a uno de sus potenciales más altos. George Harrison usó un pedal de tono en su guitarra.
En el transcurso de una ardua sesión de cinco horas de grabación, fueron catorce las tomas que The Beatles hicieron antes de perfeccionar la canción, más que cualquier otro tema grabado por aquel entonces en 1965. Fue grabada el 16 de febrero, el mismo día en que también lo fue "I Need You", escrita por Harrison.

## Créditos
- John Lennon - voz principal, guitarra clásica (José Ramírez III).
- Paul McCartney - bajo (Höfner 500/1 63'), coros.
- George Harrison - guitarra solista (Gretsch Tennessean), coros.
- Ringo Starr - batería (Ludwig Super Classic).

## Posición en las listas
| Año  | País           | Lista             | Posición | Semanas N.º 1 | Semanas en lista |
| ---- | -------------- | ----------------- | -------- | ------------- | ---------------- |
| 1965 | Estados Unidos | Billboard Hot 100 | 46       | —             | 4                |
| 1965 | Estados Unidos | Record World      | —        | —             | —                |
| 1965 | Estados Unidos | Cash Box          | —        | —             | —                |